# Хуан Фонтана
Хуан Фонтана (на испански: Juan Fontana) е уругвайски футболист и треньор.

## Кариера
Фонтана е роден в района на Барио-Палермо в Монтевидео. В качеството си на медицинско лице в Сентрал Еспаньол се среща с Алберто Супичи (треньор на Уругвай на Световното първенство 1930), от когото научава треньорските си умения.
През 1950 г. на световното първенство, най-важната заслуга на Фонтана е не толкова треньорската му дейност, колкото успешното взаимодействие с двамата лидери на отбора - Обдулио Варела и Роке Масполи. От 1952 до 1955 г. той води паралелно с националния отбор и Пенярол, който 2 пъти извежда до титлата на Уругвай.
След 4 години, Уругвай отново е под ръководството на Лопес и сред четирите най-силни отбора в света. Малко се знае обаче, че за още 3 световни шампионати (1962-1970), Хуан Фонтана е член на треньорския екип на националния отбор, въпреки че е ръководен от други специалисти. По този начин, той е един от най-забележителните треньори в историята на Уругвай и световния футбол.
През 1959 г. по време на второто първенство на Южна Америка през календарната година, проведено в Еквадор, уругвайският специалист извежда домакините на четвърто място. Въпреки факта, че в първенството участват само 5 отбора. Еквадор повтаря само веднъж този успех, едва през 1993 г.

## Отличия

### Треньор
Пенярол
- Примера дивисион де Уругвай: 1953, 1954

### Международни
Уругвай
- Световно първенство по футбол: 1950